# Dieter Boris
Dieter Boris (ur. 27 maja 1943 w Bielsku, zm. 21 listopada 2024) – niemiecki socjolog, politolog i lewicowo zorientowany znawca problematyki Ameryki Łacińskiej.

## Życiorys
Pochodził ze śląskiego Bielska (dziś Bielsko-Biała) i wraz z rodziną został po II wojnie światowej wysiedlony. Studiował na uniwersytecie w Marburgu. Pracę doktorską pisał pod kierunkiem Heinza Mausa na temat socjologii politycznej Karla Mannheima (1969).
Od 1973 był profesorem socjologii na tejże uczelni. W latach 1983–1989 był członkiem rady naukowej Instytutu Studiów i Badań Marksistowskich we Frankfurcie nad Menem. Należał do redakcji pisma Z. Zeitschrift Marxistische Erneuerung (Z. Czasopismo Marksistowskiej Odnowy). Głównym przedmiotem jego zainteresowań naukowych była socjologia Ameryki Łacińskiej. W roku 2008 przeszedł na emeryturę, wniosek o przedłużenie etatu został przez władze uczelni odrzucony. 

## Prace (wybór)
- Bolívars Erben. Linksregierungen in Lateinamerika (Dziedzictwo Bolívara. Lewicowe rządy w Ameryce Łacińskiej), Kolonia 2014
- Lateinamerikas Politische Ökonomie. Aufbruch aus historischen Abhängigkeiten im 21. Jahrhundert? (Ekonomia polityczna Ameryki Łacińskiej. Przeskok od historycznego uzależnienia w XXI wiek?), Hamburg 2009
- Linkstendenzen in Lateinamerika (Tendencje lewicowe w Ameryce Łacińskiej), Hamburg 2007
- Der Fall Argentinien. Krise, soziale Bewegungen und Alternativen (Upadek Argentyny. Kryzys, ruchy społeczne i alternatywy), z Anne Titor, Hamburg 2006
- Lateinamerika: Verfall neoliberaler Hegemonie? (Ameryka Łacińska: Upadek neoliberalnej hegemonii?), ze Stefanem Schmalzem i Anne Titor, Hamburg 2005
- Zur Politischen Ökonomie Lateinamerikas. Der Kontinent in der Weltwirtschaft des 20. Jahrhunderts (O ekonomii politycznej Ameryki Łacińskiej. Kontynent w gospodarce światowej XX wieku), Hamburg 2001
- Soziale Bewegungen in Lateinamerika (Ruchy społeczne w Ameryce Łacińskiej), Hamburg 1998
- Keiner redet vom Sozialismus. Aber wir. Die Zukunft marxistisch denken. In Memoriam Kurt Steinhaus (Nikt nie mówi o socjalizmie. Oprócz nas. Przyszłość myśli marksistowskiej. Ku pamięci Kurta Steinhausa), z Willim Gernsem i Heinzem Jungiem
- Arbeiterbewegung in Lateinamerika (Ruch robotniczy w Ameryce Łacińskiej), Marburg 1990
- Zentralamerika (Ameryka Środkowa), z Renate Rausch, Kolonia 1983
- Argentinien (Argentyna), Kolonia 1978
- Chile auf dem Weg zum Sozialismus (Chila na drodze do socjalizmu), Kolonia 1978
- Krise und Planung (Kryzys i planowanie), Stuttgart 1971
- Die politische Soziologie im Spätwerk Karl Mannheims (Socjologia polityczna w późnych pracach Karla Mannheima), Marburg 1969